# Заплавна Тамара Олександрівна
Тамара Олександрівна Заплавна(творчий псевдонім — Кальонова; 26 квітня 1941, місто Новосибірськ, тепер Російська Федерація) — радянська і російська письменниця Томської обласної письменницької організації. Член Спілки журналістів СРСР та Росії з 1963 року. Член Спілки письменників СРСР та Росії з 1970 року. Член Центральної контрольної комісії КПРС у 1990—1991 роках.

## Життєпис
Народилася в родині  військовослужбовця. З 1959 року працювала підручною муляра та лаборанткою на будівництві Сибірського відділення Академії наук СРСР (академмістечка) в Новосибірську. Навчалася у будівельному технікумі. 
У 1967 році закінчила історико-філологічний факультет Томського державного університету.
У 1967—1972 роках — асистент кафедри російської мови Томського державного педагогічного інституту. З 1972 року — викладач латинської мови Томського державного університету. Багато років керувала літературним об'єднанням «Молоді голоси» при Томському політехнічному інституті. 
Член КПРС з 1975 року.
Протягом останніх десяти років перед виходом на пенсію працювала інспектором у районному відділі соціального захисту населення в Томську. 
Автор понад 17 прозових книг, виданих у Москві, Берліні, Новосибірську, Томську. У 1961 році в «Сибірських вогнях» опубліковано перше оповідання Кальонової — «Вікна рожевого дому», через рік, у 1962 році, в альманасі «Алтай» з'явилася повість «Квіти на камені». Перша книга — повість «Немає тиші» — вийшла в 1963 в Новосибірську. Була автором «наслідування Рею Бредбері» — «Наймолодша планета» (1965). У Москві, у видавництві «Молода гвардія», було видано книгу «Не хочу в рюкзак» (1968).
Потім вийшли книги «Тимчасова вчителька» (1970), «Дерев'яний маузер» (1974), «Університетський гай» (1984, 1990), «По сліду Рибки» (1986), «А поряд — море» (1988), «Крилатий кінь» (2005) та «Таємниця Срібного ключа» (2006). Останні дві книги написані у співавторстві із чоловіком, Сергієм Заплавним. У 1972 в Берліні німецькою мовою видано її книгу про дітей «Перший рік біля моря». Тамара Кальонова автор книги «Томські письменники» (Томськ, 1974) та укладач поетичної антології «Томські мотиви» (1998, перевид. у 2003 та 2004). Автор текстів до фотоальбомів «Зустріч сонцю» (2004), «Корабельних справ майстра» (2004), «Це наше місто» (2004), «Московський тракт, 46» (2004), «Розумне місто — здорове місто» (2005), «Край тайговий, край заповітний» (2007). Її твори публікувалися у багатьох журналах, газетах та альманахах. За рейтингом газети «Літературна Росія» за 2004—2005 рік Тамара Кальонова увійшла до числа «50 провідних письменників Сибірського федерального округу» та «50 провідних прозаїків Росії, які пишуть на історичні теми».
Одружена з томським письменником Сергієм Олексійовичем Заплавним. 